# Європейський цивільний кодекс
Європе́йський циві́льний ко́декс (ЄЦК) — запропонована гармонізація приватного права в Європейській Унії (ЄУ).
Кінцевою метою європейського цивільного кодексу мало б бути, як і національного цивільного кодексу, комплексне вирішення основних сфер приватного права. Приватне право, яке зазвичай охоплюється цивільним кодексом, включає сімейне право, право спадкування, право власности та право зобов'язань. Зобов'язальне право включає договорне право, правопорушення (або делікти) і реституцію. Саме завдяки роботі над європейським договірним правом виник поштовх до всеосяжного європейського цивільного кодексу. Розробка Європейського цивільного кодексу зосереджена насамперед на створенні єдиного договірного права. Таким чином, термін «Європейський цивільний кодекс» часто використовується стосовно гармонізації договірного права в ЄУ.

## Історія

### Комісія Ландо
Ідею єдиного європейського цивільного кодексу можна простежити до ідеї єдиної Європи та створення Європейської Унії. Європейський парламент просив створити Європейський цивільний кодекс у 1989, 1994 та 2000 роках. Завдяки прагматичному підходу прихильники Європейського цивільного кодексу розробили уніфіковані закони в окремих сферах, перш ніж працювати над всеосяжним Європейським цивільним кодексом.
Розробка Європейського кодексу договірного права почалася в 1982 році з утворенням Комісії з європейського договірного права. Це стало відомо як Комісія Ландо на честь її голови з Данії Оле Ландо, який помер у квітні 2019 року. У той же час УНІДРУА розпочав подібні дослідження, що призвело до публікації в 1994 році Принципів міжнародних комерційних контрактів. Комісія Ландо зосередилася на створенні принципів європейського договірного права (PECL). Перша частина PECL була опублікована в 1995 році, потім Частина II у 1999 році та остання Частина III у 2003 році. Ці Принципи європейського договірного права з часом можуть стати частиною Європейського цивільного кодексу.

### На шляху до Європейського цивільного кодексу
У 1997 році уряд Нідерландів, як голова Європейської Унії, провів конференцію під назвою «На шляху до Європейського цивільного кодексу». Конференція розглянула доцільність такого кодексу та призвела до створення книги під назвою « На шляху до Європейського цивільного кодексу». Третє видання було опубліковано в 2004 році, і, хоча основним акцентом є європейське договірне право, воно розглядає інші сфери приватного права, які також можуть бути частиною європейського цивільного кодексу. Роки після цієї конференції спостерігали розвиток багатьох наукових груп, які зосереджуються на різних сферах приватного права. До них належать:
- Дослідницька група з Європейського цивільного кодексу[3], сформована в 1997 році під головуванням професора Крістіана фон Бара в Оснабрюцькому університеті.
- Acquis Group (офіційна назва: Дослідницька група приватного права ЄС) в Університеті Мюнстера зосереджується на існуючому приватному праві Європейської Спільноти (ЄС).[4]
- Комісія з європейського сімейного права[en] при Утрехтському університеті.
- Європейська група з деліктного права[en], яка також називається групою Spier/Koziol, спільно з Європейським центром деліктного та страхового права[en] у Відні.[5]
- Проєкт «Спільне ядро європейського приватного права», який проводять Мауро Буссані та Уго Маттеї в Університеті Тренто.[5]
- Académie des Privatistes Européens при Павійському університеті, очолювана Джузеппе Гандольфі. Він опублікував проєкт кодексу («avant-projet») у 2002 році.[5]
- Левенський центр загального права Європи, заснований у 2001 році професором Вальтером Ван Ґервеном, який разом із Базілом Маркесінісом написав ряд європейських збірників справ.[6]
- Також була створена Об’єднана мережа з європейського приватного права, до якої входять декілька вищезазначених груп.

### Загальна система відліку
11 липня 2001 року Європейська Комісія випустила Повідомлення щодо можливих змін у європейському договірному праві. Після розгляду матеріалів, поданих у Повідомленні, Комісія випустила План дій для більш узгодженого європейського договірного права в 2003 році. План дій розпочав процес створення того, що відомо як Загальна система відліку (CFR). У 2004 році було опубліковано «Європейське договірне право та перегляд acquis: шлях уперед». CFR має на меті забезпечити структуру та керівництво для розвитку гармонізованого європейського приватного права, але має особливу увагу на договірному праві. Було сподівання, що створення єдиного європейського договірного права буде досягнуто до 2010 року.
Проєкт спільної системи ведення (DCFR), спільний проєкт дослідницької групи та групи Acquis (фінансований Європейською Комісією на 4,3 мільйона євро), був опублікований у грудні 2007 року. Хоча Європейська комісія применшила очікувану майбутню важливість CFR у звіті від липня 2006 року, резолюція Європейського парламенту від березня 2006 року зазначала, що «хоча Комісія заперечує, що це є її метою, очевидно, що багато дослідників і зацікавлених сторін, які працюють над проєктом, вважають, що кінцевим довгостроковим результатом буде Європейський кодекс зобов’язань або навіть повномасштабний Європейський цивільний кодекс». Економіст Герхард Вагнер привітав «розробку узгодженого набору правил» для всієї Європи, таких як DCFR, як «величезне наукове досягнення».

## Зміст Європейського цивільного кодексу
Всеосяжний європейський цивільний кодекс охоплюватиме основні сфери приватного права майже так само, як національні цивільні кодекси. Основні сфери, які були запропоновані, це договірне право, делікти, власність, реституція, а також право компаній.
Незважаючи на те, що сімейне та спадкове право зазвичай охоплюються національними цивільними кодексами, існує сумнів щодо можливости включення їх до широкого європейського кодексу. Сімейне та спадкове право часто тісно пов’язане з культурою нації. З цієї причини створення єдиного кодексу для всієї Європейської Унії може бути неможливим або недоречним. Договірне право, включаючи сфери захисту прав споживачів, такі як виключення несправедливих умов контракту,, мабуть, найбільше підходить для гармонізації, за яким йдуть інші сфери зобов’язального права та права власности. Створення індивідуальних кодексів для окремих галузей приватного права вважається найбільш здійсненною та реалістичною метою. З цієї причини зусилля були зосереджені на створенні уніфікованого європейського договірного права перед тим, як спробувати створити більш комплексний європейський цивільний кодекс.
Прикладом сучасного комплексного кодексу є нідерландський Burgerlijk Wetboek, який набув чинности в 1992 році. Burgerlijk Wetboek охоплює цивільне, комерційне, споживче та трудове право і створювався майже 40 років. Це дає уявлення про те, скільки часу може знадобитися для створення повного єдиного європейського цивільного кодексу. Резолюція Європейського парламенту від березня 2006 р. також рекомендувала взяти за зразок новий цивільний кодекс Нідерландів.

## Аргументи за і проти Європейського цивільного кодексу
Було висунуто багато аргументів як на підтримку, так і на відкидання ідеї Європейського цивільного кодексу. Сюди входять твердження про те, що створення цивільного кодексу, обов’язкового для всієї Європейської Унії, буде неможливо досягти. Будучи значно ширшим проєктом, створення європейського цивільного кодексу легше відкинути, ніж спроби уніфікації окремих сфер, таких як договірне право.

### За
Аргументи на підтримку уніфікованого європейського цивільного кодексу стосуються появи Європейської Унії та дедалі більшої глобалізації економіки. Прихильники також зазначають, що Європа, включаючи Англію, має довгу правову історію у формі ius commune до національних кодифікацій у XVIII-XIX століттях. Крім того, за винятком Англії та Ірландії, вся Європа поділяє традицію цивільного права, яка почалася з Кодексу Наполеона 1804 року.
1. Європейська Унія є об'єднанням Європи та зменшення значення національних кордонів. Створення Європейського цивільного кодексу можна розглядати як наступний крок у цьому процесі уніфікації.[12]
2. Немає особливих підстав припускати, що національний рівень є «природним» рівнем для регулювання таких питань, як договірне право, оскільки він був майже однаковим у Європі протягом століть аж до XIX століття (коли були сформовані національні держави), і якби його якось краще регулювали «ближче до громадян», його можна було б перенести на провінційний або муніципальний рівень замість національного рівня.[13]
3. Відмінності в національних законах можуть створити проблеми ефективности в економіці, що дедалі більше глобалізується. Уніфікований цивільний кодекс допоможе подолати ці проблеми та зменшить перешкоди для розширення торгівлі в Європейській Унії.[12][13]
4. Європейська інтеграція стрімко збільшила мобільність приватних осіб, будь то працівники, студенти, мігранти чи туристи. Гармонізація європейського цивільного права сприятиме мобільності громадян шляхом підвищення їх правової безпеки.[12][13]
5. Вважається, що все більш широке використання стандартних форм договорів свідчить про прагнення до Європейського цивільного кодексу або принаймні до гармонізації європейського договірного права. [13]
6. Очікувані перешкоди, такі як уявна несумісність між традиціями континентального цивільного права та традиціями англійського загального права, не повинні бути надто великою проблемою для подолання, оскільки основні правові концепції та норми насправді не такі вже й різні.[12]
7. Дехто виступає за «необов’язковий» Європейський цивільний кодекс, поряд із національними цивільними кодексами, залишаючи договірним сторонам свободу вибору і таким чином відкриваючи більше можливостей.[13]
8. Договірним сторонам більше не потрібно буде наймати дорогих експертів із залучених країн, щоб пояснювати суддям, як слід розуміти законодавство відповідної країни з багатьох питань. Політика, спрямована на розвиток європейського цивільного кодексу, легко пройде тест на пропорційність.[14]

### Проти
Здійсненність Європейського цивільного кодексу була поставлена під сумнів як з політичних, так і з правових причин. Опоненти часто посилаються на культурні відмінності та відсутність спільної європейської правової культури. Зв'язок між правом, мовою, культурою та національною історією становить один маленький аспект аргументів проти заміни національних цивільних кодексів європейським кодексом. Однак аргументи, засновані на культурних відмінностях, важко встановити.
Більш істотні труднощі, які для деяких є причинами того, чому створення Європейського цивільного кодексу є ані можливим, ані бажаним, включають:
1. Процес, за допомогою якого зараз створюються інструменти Співтовариства, майже неминуче призводить до другосортного права. Наприклад, у рамках міжнародного приватного права, яке гармонізовано в рамках Європейської Унії, регламент Рим II є невдалим політичним компромісом між Парламентом, Радою та Комісією.
2. Щойно буде прийнято Цивільний кодекс, на виправлення будь-яких помилок, які він містить, знадобляться роки, якщо не десятиліття, оскільки потрібна згода всіх сторін-учасників.
3. Будь-який Цивільний кодекс буде частковою заміною частини правової системи кожної держави-члена. Закони всередині націй утворюють систему: одна частина формується іншою та залежить від неї. Заміна частини закону кожної системи без зміни решти призведе до неузгоджености.
4. Якщо Європейському суду нададуть юрисдикцію щодо тлумачення будь-якого кодексу, ще більше суперечок буде піддано грубим затримкам, до яких вже підлягають звернення до цього суду.
5. Наявні проєкти принципів не є задовільними по суті. Наприклад, проєкт Принципів відповідальности за позадоговірні збитки визначає «причинний зв’язок» у прозорий круговий спосіб: «Особа завдає юридично значимої шкоди іншій особі, якщо шкоду слід розглядати як наслідок поведінки цієї особи або джерела небезпеки, за яку ця особа несе відповідальність».
6. Неможливо в межах кількох коротких положень кодексу охопити багато технічних і другорядних моментів, які виникають у приватноправових спорах. У державах-членах вони давно врегульовані, хоча й не однаково. Новий Кодекс призведе до величезних судових розглядів і збоїв, оскільки ці пункти будуть розглядатися заново.
7. Існує також питання про відмінності між загальним правом і цивільним правом і про те, які принципи прийняти, питання, яке можна недооцінити. Опоненти стверджують, що ці дві системи часом сильно відрізняються, і будь-який успішний цивільний кодекс мав би це враховувати через статус Великобританії порівняно з рештою ЄУ. Це ускладнює запровадження «гармонізованих» або «стандартизованих» принципів як у теорії, так і на практиці, коли деякі юрисдикції не визнають певну практику (наприклад, право на конкретне виконання, включення попередніх переговорів у тлумачення контракту тощо) або підходять до концепцій різними способами (тобто «сумлінність», «справедливість»). Було б непросто подолати такі розбіжності.[12]

У квітні 2017 року, після того як Тереза Мей ініціювала статтю 50 для Сполученого Королівства, Ґі Вергофстадт зауважив, що «можливо, було наївно узгоджувати правову систему Наполеона із загальним правом Британської імперії, і, можливо, цього ніколи не було призначено. Але ніколи не слід звинувачувати наших попередників у тому, що вони намагалися це зробити».
Чи має Європейська Унія законні повноваження створити Європейський цивільний кодекс, також було питанням. Стаття 95 Договору про ЄС (нині стаття 114 ДФЄУ) вважається засобом, за допомогою якого буде створено кодекс. Однак багато людей вважають, що ЄУ не має конституційних повноважень прийняти комплексний кодекс. Інші стверджують, що це не скасовує ідею Європейського цивільного кодексу і є просто політичним питанням. Якби було досягнуто загального консенсусу на користь Європейського цивільного кодексу, було б політично можливим розширити конституційну компетенцію Європейської Унії або створити міжнародний договір, який би набрав чинности кодексу. За словами професора Крістіана фон Бара, «цілком залежить від політичного рішення Європейської комісії, Ради [ЄУ] і Європейського парламенту, чи врешті-решт Спільна система ведення буде прийнята як інструмент ЄУ».

## Європейське договірне право
Як зазначалося раніше, обговорення європейського цивільного кодексу було зосереджено на розробці уніфікованого європейського договірного кодексу. Прихильники європейського кодексу договірного права здебільшого розділилися на дві групи. Одна група виступає за використання acquis communautaire (сукупного права Європейської Унії) як основи уніфікованого європейського договірного права. Інший віддав перевагу основі в галузі порівняльного правознавства та аналізу внутрішнього договірного права держав-членів ЄУ. Останній погляд спочатку був домінуючим у цій галузі, але останнім часом позиція Acquis вийшла на перший план.
Обидва варіанти були передбачені в Повідомленні Комісії Європейських Спільнот 2001 року про європейське договірне право. Незважаючи на те, що було багато матеріалів, які підтверджували обидві точки зору, більшість виступала за перегляд Acquis як основи для розвитку європейського договірного права. Подальший План дій і подальший документ про подальші дії сприяли розробці Європейського кодексу договірного права, а також більш комплексного Європейського цивільного кодексу. Очікуваним результатом цього нового етапу є публікація Загальної системи відліку. Деякі сподіваються, що CFR стане центральною частиною майбутнього уніфікованого європейського договірного права, хоча це не є його метою. Очікується, що він буде опублікований у 2009/10 році.
Професор європейського приватного права Мартійн В. Хесселінк (директор Амстердамського центру вивчення європейського договірного права при Амстердамському університеті) стверджував у жовтні 2007 року, що розробка Європейського договірного кодексу або, ширше, цивільного кодексу, має відбуватися прозоро, за участю та згодою громадян, споживачів і менших компаній, щоб великий бізнес не міг отримати надто багато влади над іншими.

## Європейське деліктне право
Європейське деліктне право як термін не має чіткого визначення та використовується для опису ряду різноманітних особливостей деліктного права в Європі. Концепція розвивалася разом з іншими великими історичними подіями європейської інтеграції. Існує група вчених, відома як Європейська група з деліктного права, яка була створена в 1992 році. Група регулярно збирається для обговорення фундаментальних питань відповідальности за деліктне право, а також останніх подій і майбутніх напрямків законодавства про делікти. Група заснувала Європейський центр деліктного та страхового права у Відні.
Група розробила збірку принципів європейського деліктного права, схожу на принципи європейського договірного права, розроблені Європейською комісією з договірного права.